# Omiodes mostella
Omiodes mostella is een vlinder uit de familie van de grasmotten (Crambidae). De wetenschappelijke naam van deze soort is voor het eerst voorgesteld als Phryganodes mostella door Harrison Gray Dyar Jr. in een publicatie uit 1912.
De soort komt voor in Mexico.